# Sela (Sisak)
Sela su naselje u Republici Hrvatskoj, u sastavu Grada Siska, Sisačko-moslavačka županija. 

## Položaj
Selo Sela nalazi se u središnjoj Hrvatskoj u jugoistočnom dijelu Turopolja koje obično zovemo Odransko polje na dodiru s donjim Pokupljem. Selo se smjestilo na glavnoj prometnici Sisak - Zagreb, udaljeno 6 km od Siska, a od Zagreba oko 55 km.

## Stanovništvo
| broj stanovnika | 299   | 348   | 346   | 436   | 402   | 481   | 447   | 441   | 492   | 509   | 652   | 882   | 978   | 1019  | 960   | 963   | 886   |
|                 | 1857. | 1869. | 1880. | 1890. | 1900. | 1910. | 1921. | 1931. | 1948. | 1953. | 1961. | 1971. | 1981. | 1991. | 2001. | 2011. | 2021. |

## Povijest sela
Zbog povoljnih prirodno-geografskih, prometnih i životnih uvjeta, ovo je područje vrlo rano naseljeno. Naselje Sela spominje se 1334. godine, ali prema nekim saznanjima postoji i od ranije najvjerojatnije s početka 13. stoljeća kad je osnovano sisačko vlastelinstvo. Kroz povijest su imala funkciju manjeg upravnog centra. Župa Sv. Marije Magdalene osnovana je 1702., osnovna škola „Sela“ 1771., Dobrovoljno vatrogasno društvo „Sela“ 1882., Hrvatski nogometni klub „Hajduk Sela“ 1946., a HKUD „Radost“ 1981. godine. 2002. u selu je izgrađena kapelica posvećena Ranjenom Isusu. U selu se nalazi Pastoralni centar, Osnovna škola „Sela“, Matični ured, pošta, dječji vrtić, Pučki dom, te više uslužnih, trgovačkih i proizvodnih obrta. U mjestu živi oko tisuću stanovnika odnosno oko 290 obitelji.

## Župna crkva Sv. Marije Magdalene
Župna crkva Sv. Marije Magdalene zajedno s orguljama i župnim dvorom pripada spomenicima hrvatske kulturne i sakralne baštine. Pisani trag o životu Selske župe, Spomenica, napisao je prigodom odlaska iz župe 1745. godine, povjesničar, Baltazar Adam Krčelić (1739. – 1745).  

## Orgulje Župne crkve Sv. Marije Magdalene
Instrument u Selima sagradio je 1777. godine slovenski graditelj orgulja češkog podrijetla, Joannes Franciscus Jenechek. Ovaj instrument, danas se nalazi u svojem izvornom stanju i jedino je cjelovito sačuvano djelo ovog majstora u sjevernoj Hrvatskoj i proglašeno je organološkim spomenikom kulture. Orgulje su izrađene u duhu češke graditeljske škole, a po načinu gradnje pripadaju baroknoj tradiciji prijelaznog oblika (s par novih registara). Mehaničkog su sustava sa zračnicama na kliznice i sastoje se od 11 vokalnih registara na manualu i pedalu. Prigodom 300-te obljetnice osnutka župe (2001. godine), Umjetnička radionica Heferer temeljito je i cjelovito restaurirala instrument.

## Orguljaški festival Ars organi sisciae
Na autentičnim orguljama župne crkve sv. Marije Magdalene u Selima, orguljama župne crkve sv. Martina u Martinskoj Vesi te orguljama župne crkve sv. Križa u Sisku, jednom godišnje, ugošćuje se međunarodni orguljaški festival Ars organi sisciae.

## Šport
- ŠNK Hajduk Sela (1. ŽNL Sisačko-moslavačka)